# Azzariti
Azzariti is een Italiaans historisch merk van motorfietsen.
Vincenzo Azzariti begon in 1931 in Venetië met de bouw van bijzondere 174cc-racemotoren. Ze hadden geen echte nokkenas, maar een enorme schijf naast de motor die zo groot was dat aan de rechterkant niet meer van de motor te zien was dan een enorme trommel. Hierin draaide de schijf die was voorzien van acht nokken. Die openden de kleppen via tuimelaars en sloten ze weer doordat de tuimelaars door de golvende buitenrand van de schijf teruggedrongen werden. In de klepstelen zat een veertje om het uitzetten te compenseren Dit was dus een vroege desmodromische klepbediening.
In 1934 bouwde Azzariti een meer normale motor, een 344cc-paralleltwin met dubbele bovenliggende nokkenassen. Mogelijk werd deze motor aan Benelli verkocht en daar uitgebracht. In elk geval bouwde Azzariti na 1934 niet meer onder zijn eigen naam, en construeerde hij ook nog een desmodromische klepbediening voor een licht motorfietsje van Benelli.